# Joseph Walsh (Erzbischof)
Joseph Walsh (* 24. Dezember 1888 in Newport, County Mayo, Irland; † 20. Juni 1972) war ein irischer Geistlicher und Erzbischof von Tuam.

## Leben
Am 21. Juni 1914 empfing Joseph Walsh die Priesterweihe für das Erzbistum Tuam. Er wurde von Papst Pius XI. am 16. Dezember 1937 zum Titularbischof von Coela ernannt und zum Weihbischof in Tuam bestellt. Die Bischofsweihe spendete ihm am 2. Januar 1938 der Erzbischof von Tuam Thomas Patrick Gilmartin; Mitkonsekratoren waren Patrick Morrisroe, Bischof von Achonry, und James Naughton, Bischof von Killala. Am 16. Januar 1940 ernannte ihn Papst Pius XII. zum Erzbischof von Tuam.
Joseph Walsh nahm an allen vier Sitzungsperioden des Zweiten Vatikanischen Konzils teil. Von seinem Amt als Erzbischof von Tuam trat er am 31. Januar 1969 zurück, Papst Paul VI. ernannte ihn am selben Tag zum Titularerzbischof von Tubernuca.